# パーカー (コロラド州)
パーカー（Parker）は、アメリカ合衆国コロラド州のダグラス郡にある町。デンバーの南東37キロメートルに位置している。人口は5万8879人（2020年）。

## 歴史
1864年に駅馬車の宿場として設立された。長年に渡り小さな集落に過ぎなかったが、1981年に町として法人化してからは農地を住宅地へ転換する事業が活発化し人口が急増した。現在はデンバー南方のベッドタウンであり、比較的裕福な住民が住んでいる。

## 関係者
- ボビー・ダルベック - 野球選手
- デリック・ホワイト - バスケットボール選手
- ジョン・マローン - 実業家